# Liste der Monuments historiques in Crésantignes
Die Liste der Monuments historiques in Crésantignes führt die Monuments historiques in der französischen Gemeinde Crésantignes auf.

## Liste der Objekte
| Bezeichnung                                  | Beschreibung | Standort                          | Kennzeichnung | Schutzstatus | Datum | Bild           |
| -------------------------------------------- | --- | --------------------------------- | ------------- | ------------ | ----- | -------------- |
| Skulptur Heiliger Rochus                     | Holz, farbig gefasst, Schmiedeeisen, 16. Jahrhundert | in der Kirche St-Sébastien (Lage) | PM10000670    | Classé       | 1972  |                |
| Marienaltar                                  | Retabel und Tabernakel; Holz, farbig gefasst und vergoldet, 18. Jahrhundert | in der Kirche St-Sébastien (Lage) | PM10004114    | Inscrit      | 1982  |                |
| Prozessionsstab Madonna mit Kind             | Holz, farbig gefasst und vergoldet, 18. Jahrhundert | in der Kirche St-Sébastien (Lage) | PM10004116    | Inscrit      | 1982  |                |
| Gemälde Martyrium des heiligen Sebastian     | Altarbild des Hauptaltars; Ölfarbe auf Leinwand, 19. Jahrhundert | in der Kirche St-Sébastien (Lage) | PM10004110    | Inscrit      | 1984  |                |
| Gemälde Der heilige Sebastian heilt Zoë      | Ölfarbe auf Leinwand, 19. Jahrhundert | in der Kirche St-Sébastien (Lage) | PM10004112    | Inscrit      | 1984  |                |
| Skulptur Heiliger Sebastian                  | Kalkstein, farbig gefasst, 17. Jahrhundert | in der Kirche St-Sébastien (Lage) | PM10000671    | Classé       | 1972  |                |
| Skulptur Auferstandener Christus             | Holz, farbig gefasst, 16. Jahrhundert | in der Kirche St-Sébastien (Lage) | PM10004117    | Inscrit      | 1982  |                |
| Erinnerungstafel an eine Messstiftung        | Schiefer, bezeichnet 1576; verschwunden | in der Kirche St-Sébastien (Lage) | PM10000668    | Classé       | 1913  |                |
| Skulpturenreliquiar Heiliger Fiacrius        | Holz, farbig gefasst, 16. Jahrhundert | in der Kirche St-Sébastien (Lage) | PM10000669    | Classé       | 1983  |                |
| Gemälde Der heilige Sebastian vor Diokletian | Ölfarbe auf Leinwand, 19. Jahrhundert | in der Kirche St-Sébastien (Lage) | PM10004113    | Inscrit      | 1984  |                |
| Adlerpult                                    | Eichenholz, farbig gefasst, 18. Jahrhundert | in der Kirche St-Sébastien (Lage) | PM10004109    | Inscrit      | 1974  |                |
| Zwei Skulpturen Betende Engel                | Holz, farbig gefasst und vergoldet, 18. Jahrhundert | in der Kirche St-Sébastien (Lage) | PM10004111    | Inscrit      | 1984  |                |
| Kreuzigungsretabel                           | Kalkstein, farbig gefasst, um 1530, vermutlich von Nicolas Halins; ursprünglich für die Stiftskirche Ste-Marie in Lirey gefertigt, 1828 nach Crésantignes geholt und dort verändert aufgestellt | in der Kirche St-Sébastien (Lage) | PM10000665    | Classé       | 1908  | weitere Bilder |
| Pietà                                        | Kalkstein, farbig gefasst, Anfang des 16. Jahrhunderts | in der Kirche St-Sébastien (Lage) | PM10000666    | Classé       | 1908  |                |
| Skulptur Madonna mit Kind                    | Marmor, vergoldet, 16. Jahrhundert; aus der Stiftskirche Ste-Marie in Lirey | in der Kirche St-Sébastien (Lage) | PM10000667    | Classé       | 1913  |                |
| Skulptur Heilige Barbara                     | Kalkstein, farbig gefasst, Anfang des 16. Jahrhunderts | in der Kirche St-Sébastien (Lage) | PM10004945    | Classé       | 1908  |                |
| Prozessionsstab Heiliger Sebastian           | Holz, farbig gefasst und vergoldet, 18. Jahrhundert | in der Kirche St-Sébastien (Lage) | PM10004115    | Inscrit      | 1982  |                |
| Weihwasserkessel und Aspergill               | Kupfer, versilbert, 19. Jahrhundert | in der Kirche St-Sébastien (Lage) | PM10004118    | Inscrit      | 1982  |                |